# Панамериканский чемпионат по дзюдо 2007
Панамериканский чемпионат по дзюдо 2007 года прошёл 24-27 мая в городе Монреаль (Канада). Чемпионат был 32-м по счёту и вторым, прошедшим под эгидой Панамериканской конфедерации дзюдо.

## Медалисты

### Мужчины
| Категория            | Золото                      | Серебро                                      | Бронза                                                       |
| -------------------- | --------------------------- | -------------------------------------------- | ------------------------------------------------------------ |
| до 55 кг             | Серхио Маттей · Венесуэла   | Дагоберто Ботельо · Доминиканская Республика | Кайл Такета · США Джон Футтинико · Колумбия                  |
| до 60 кг             | Фрейзер Уилл · Канада       | Денилсон Лоренсо · Бразилия                  | Хавьер Гедес · Венесуэла Мигель Альбаррасин · Аргентина      |
| до 66 кг             | Йорданис Аренсибиа · Куба   | Леонардо Кунья · Бразилия                    | Саша Мехмедович · Канада Людвиг Ортис · Венесуэла            |
| до 73 кг             | Райан Ресер · США           | Педро Гедес · Бразилия                       | Николас Триттон · Канада Рональд Гиронес · Куба              |
| до 81 кг             | Оскар Карденас · Куба       | Эммануэль Люсенти · Аргентина                | Аарон Коэн · США Марио Валлес · Колумбия                     |
| до 90 кг             | Тиагу Камилу · Бразилия     | Хосе Камачо · Венесуэла                      | Гарри Легер · США Хорхе Бенавидес · Куба                     |
| до 100 кг            | Орейдис Деспайне · Куба     | Леонардо Лейте · Бразилия                    | Кейт Морган · Канада Теофило Дик · Доминиканская Республика  |
| свыше 100 кг         | Даниэль Эрнандес · Бразилия | Оскар Брайсон · Куба                         | Кирк Хоффманн · США Джоэл Брутус · Гаити                     |
| Абсолютная категория | Карлос Онорато · Бразилия   | Оскар Брайсон · Куба                         | Франклин Перес · Доминиканская Республика Адлер Волмар · США |

### Женщины
| Категория            | Золото                     | Серебро                                 | Бронза                                                 |
| -------------------- | -------------------------- | --------------------------------------- | ------------------------------------------------------ |
| до 44 кг             | Мария Веласкес · Венесуэла | Алекса Лидди · США                      | Андреа Мадгетт · Канада                                |
| до 48 кг             | Янет Акоста · Куба         | Даниэла Ползин · Бразилия               | Гленда Миранда · Эквадор Лиззет Ороско · Колумбия      |
| до 52 кг             | Шейла Эспиноза · Куба      | Мария Гарсиа · Доминиканская Республика | Эрика Миранда · Бразилия Флор Веласкес · Венесуэла     |
| до 57 кг             | Валери Готэй · США         | Даниэль Занграндо · Бразилия            | Ядинис Амарис · Колумбия Ягнелис · Куба                |
| до 63 кг             | Дриулис Моралес · Куба     | Даниэла Круковер · Аргентина            | Ясис Баррето · Венесуэла Джессика Гарсия · Пуэрто-Рико |
| до 70 кг             | Юри Альвеар · Колумбия     | Майра Агиар · Бразилия                  | Ронда Русей · США Оникс Альдама · Куба                 |
| до 78 кг             | Эдинанси Силва · Бразилия  | Юрисел Лаборде · Куба                   | Марилис Левеску · Канада Лорена Брисено · Аргентина    |
| свыше 78 кг          | Ибис Дуэнас · Куба         | Мелисса Можика · Пуэрто-Рико            | Кармен Чала · Эквадор Ванесса Замботти · Мексика       |
| Абсолютная категория | Идалис Ортис · Куба        | Присцила Маркес · Бразилия              | Эми Коттон · Канада Хейди Мур-Сейболд · США            |

## Медальный зачёт
*   Принимающая страна (Бразилия)
| Место           | Страна                   | Золото | Серебро | Бронза | Всего |
| --------------- | ------------------------ | ------ | ------- | ------ | ----- |
| 1               | Куба                     | 8      | 3       | 4      | 15    |
| 2               | Бразилия                 | 4      | 8       | 1      | 13    |
| 3               | США                      | 2      | 1       | 7      | 10    |
| 4               | Венесуэла                | 2      | 1       | 4      | 7     |
| 5               | Канада*                  | 1      | 0       | 6      | 7     |
| 6               | Колумбия                 | 1      | 0       | 4      | 5     |
| 7               | Аргентина                | 0      | 2       | 2      | 4     |
| 7               | Доминиканская Республика | 0      | 2       | 2      | 4     |
| 9               | Пуэрто-Рико              | 0      | 1       | 1      | 2     |
| 10              | Эквадор                  | 0      | 0       | 2      | 2     |
| 11              | Гаити                    | 0      | 0       | 1      | 1     |
| 11              | Мексика                  | 0      | 0       | 1      | 1     |
| Всего стран: 12 | Всего стран: 12          | 18     | 18      | 35     | 71    |